# Quartier de Chaillot
Quartier de Chaillot är Paris 64:e administrativa distrikt, beläget i 16:e arrondissementet. Namnet syftar på Colline de Chaillot.
16:e arrondissementet består även av distrikten Auteuil, Muette och Porte-Dauphine.

## Kyrkobyggnader
- Saint-Pierre-de-Chaillot
- Saint-Honoré-d'Eylau

## Parker
- Jardins du Trocadéro
- Square Thomas-Jefferson

## Övrigt
- Cimetière de Passy

## Bilder
| - De fyra administrativa distrikten i Paris sextonde arrondissement. - Saint-Honoré-d'Eylau. |

| - Jardins du Trocadéro. - Square Thomas-Jefferson. - Cimetière de Passy. |

## Kommunikationer
- Tunnelbana – linjerna   – Trocadéro
- Busshållplats Trocadéro – Paris bussnät, linjerna 32 63